# Relativadverb
Relativadverb ist ein Untertyp der Wortart Adverb, der angesetzt wird, um Wörter zu bezeichnen, die einen Relativsatz einleiten und dabei im Relativsatz die Funktion eines Adverbials haben. Beispiele sind die Wörter wo und wie in:
```
„Das ist genau die Stelle, 
wo
 das Verbrechen geschah.“
„Er staunt über die Art, 
wie
 sie sich aus der Affäre zieht.“
```

## Abgrenzungen

### Abgrenzung zu Relativpronomen
Die gesonderte Bezeichnung „Relativadverb“ wird nötig, wenn Pronomen im strikten Sinn als Wörter verstanden werden, die mit der Wortart Nomen bzw. Substantiv in Verbindung stehen und die für Substantive typischen Flexionsmerkmale wie Numerus, Genus und Kasus tragen. Dann werden als Relativpronomen folglich nur solche Elemente bezeichnet wie der, die, das / dessen / dem … / welcher / … usw., die dieselben Merkmale aufweisen und die dementsprechend auch im Relativsatz nur als Subjekt oder Objekt fungieren. Relativsatzeinleitende Wörter des Typs wie, wohin usw. ergeben dann eine separate Klasse.
Dessen ungeachtet hat das Relativadverb mit einem Pronomen die Funktion gemeinsam, ein vorhergehendes Substantiv wiederaufzunehmen; auch das Relativadverb gehört also zu einer allgemeineren Klasse von „Pro-Formen“ (siehe hierzu auch: Pronomen #Pro-Nomen und Pro-Adverb).

### Abgrenzung zur Relativsatz-Konjunktionwo
In deutschen Dialekten und der Umgangssprache erscheinen manchmal Relativsätze, die mit wo eingeleitet werden, aber wo dies kein Relativadverb ist. Beispiele:
```
Suche einen netten Vermieter, der wo nichts dagegen hat, dass ich noch in Ausbildung bin.
Dann findest du jemanden, wo immer zu dir steht.
```

Dieses wo, das auch mit einem Relativpronomen zusammen auftreten kann (wie oben im ersten Beispiel), hat nicht die Bedeutung des Ortsadverbs wo und ist daher auch kein Relativadverb, sondern vielmehr eine Konjunktion. Auch wenn im zweiten Beispiel das begleitende Relativpronomen wegfällt, geht der Relativsatz-Anschluss vom Subjekt des Relativsatzes aus (was sich dann nur noch durch das Fehlen eines sichtbaren Ausdrucks für das Subjekt bemerkbar macht); der Anschluss geht nicht von einem Adverbial aus und somit kann kein Relativadverb vorliegen.

## Form der Relativadverbien

### Formen auf „W-“
Relativadverbien sind im heutigen Deutsch meistens formgleich mit Frageadverbien. Dies bewirkt, dass manche Relativsätze äußerlich schwer von eingebetteten Fragesätzen zu unterscheiden sind, insbesondere freie Relativsätze.
Im Gegensatz zu Relativpronomen haben Relativadverbien dieselbe Form in attributiven und freien Relativsätzen:
```
Jemand, 
der
 so viel Geld verdient, kann auch etwas abgeben.  (Relativpronomen, attributiv)

Wer
 so viel Geld verdient, kann auch etwas abgeben.          (freier Relativsatz)
```

```
die Stelle, 
wo
 ich bin  (Relativadverb, attributiv)
Ich bleibe, 
wo
 ich bin.  (freier Relativsatz)
```

Einer der wenigen Unterschiede ist, dass das Wort wann zwar als Frageadverb und zur Bildung von freien Relativsätzen dient, aber weniger zur Bildung von attributiven Relativsätzen. Dies wird von Grammatikern allerdings leicht unterschiedlich beurteilt:
```
Ich arbeite, 
wann
 ich will.  (freier Relativsatz)
? die Zeit, 
wann
 er ankommt. (attributiv?)
```

### Formen auf „D-“
Neben den gezeigten „W-Wörtern“ gibt es, vor allem in der älteren Schriftsprache, Relativsätze, die mit Demonstrativadverbien auf „d-“ eingeleitet werden, etwa:
```
in dem Moment, 
da
 er das erkannte …  (= Moment, 
in dem
 / 
wo
 / 
als
 er das erkannte).
„Jakob aber richtete ein steinernes Mal auf an dem Ort, 
da
 er mit ihm geredet hatte.“
[
4
]
 (= an dem Ort, 
wo
…)
```

Besonders erweiterte Formen dieser Art sind im Gegenwartsdeutschen nicht mehr üblich (das folgende Beispiel ist ein Beleg aus dem 18. Jahrhundert):
```
[Er bat ihn, dass] „nichts vorgehen sollte, 
davon
 er ihm nicht Nachricht geben würde.“
(= nichts, 
wovon
  er ihm nicht Nachricht geben würde)
```

Auch in neuerer Zeit findet sich dies jedoch gelegentlich in dichterischer Sprache:
```
„Mit wechselndem Schlüssel / schließt du das Haus auf, 
darin
 / der Schnee des Verschwiegenen treibt.“
(
Paul Celan
: „Mit wechselndem Schlüssel“, 1954)
```